# Парбхани (округ)
Парбхани (маратхи परभणी जिल्हा; англ. Parbhani) — округ в индийском штате Махараштра. Образован 1 мая 1960 года. Административный центр — город Парбхани. Площадь округа — 6517 км². По данным всеиндийской переписи 2001 года население округа составляло 1 527 715 человек. Уровень грамотности взрослого населения составлял 66,1 %, что выше среднеиндийского уровня (59,5 %). Доля городского населения составляла 31,8 %.